# Marichyasana I
Marichyasana I (Sanskriet voor Marichihouding I) is een houding of asana.
Dit is de eerste van de vier yogahoudingen die genoemd zijn naar Marichi, volgens de overlevering de zoon van Brahma en leider van de Maruts, de krijgshaftige stormgoden. Hij is een van de zeven rishi's die de dharma, de heilige wetten van het universum, kunnen uitspreken. Marichi is de overgrootvader van Manu, Sanskriet voor man, denkend, intelligent, de Vedische Adam en vader van de mensheid. Marichi betekent lichtstraal.
| Sanskriet | vertaling                                      |
| Marichi   | Letterlijk: lichtstraal Legendarisch: oervader |
| asana     | houding (letterlijk: 'zit')                    |

## Beschrijving
De houding begint zittend in de Stafhouding, eventueel op een blok of een dik opgevouwen handdoek. Buig de linkerknie en trek de hiel zo dicht mogelijk tegen het achterwerk aan. De spieren van het rechterbeen zijn gestrekt en het been kantelt iets naar binnen. Buig naar voren en draai de romp naar rechts en druk de achterkant van de schouder tegen de binnenkant van de linkerknie. Breng de linkerarm voorbij de linkerknie en rijk de arm naar achteren. Rijk met de rechterhand achter de rug langs en pak haak beide handen in elkaar. Houdt deze houding enkele in- en uitademingen vast en voer de houding nogmaals uit aan de andere zijde van het lichaam. Blijf enkele in- en uitademingen in deze houding en herhaal de houding nogmaals aan de andere zijde. Wanneer de handen elkaar niet kunnen raken, is er een variatie mogelijk door een touw of een doek tussen beide handen te houden, zodat de strekking tot stand kan komen.